# 赫胥氏
赫胥氏（かくしょし、ピンイン:hè xū shì）は、古国時代の氏族である。また、この氏族で統治者となった人物が1人しかいないため、その人物を指す事もある。

## 姓
姓については、記載がないが、驪連氏と同様に風姓とされる。これは、当時有力であった風姓・姜姓の2大氏族の交代以前と考えられるためである。

## 一次資料での記述
- 『荘子・外篇・馬蹄』

「夫赫胥氏之時，民居不知所為，行不知所之，含哺而熙，鼓腹而游」
- 成玄英疏

「赫胥，上古帝王也。亦言有赫然之徳，使民胥附，故曰赫胥。蓋炎帝也」亦称「赫蘇氏」
- 宋 羅泌『路史』前紀七・赫蘇氏

「赫蘇氏，是為赫胥」
- 明 張萱『疑耀』巻七

「古有赫胥氏，一曰赫蘇氏，古蘇・胥通」